# Mansour Hazrati
Mansour Khoddam Hazrati (pers. منصور حضرتی; ur. 14 kwietnia 1932 w Teheranie) – irański zapaśnik walczący w stylu klasycznym. Olimpijczyk z Rzymu 1960, gdzie zajął czternaste miejsce w kategorii 79 kg.